# Teodozije II.
 Ovo je glavno značenje pojma Teodozije II.. Za druga značenja pogledajte Teodozije II. Abhaški.
Teodozije II. (lat. Flavius Theodosius Iunior Augustus) (Carigrad, 30. kolovoza 401. – Carigrad, 28. srpnja 450.), istočnorimski car u razdoblju od 408. do 450. godine, član Teodozijeve dinastije.

## Životopis
Teodozije je bio sin cara Arkadija i carice Eudokije, a rodio se u kolovozu 401. godine. Rođenje prijestolonasljednika je s radošću dočekala carska obitelj i stanovnici Carigrada, jer je to bio prvi sin kojeg je carica rodila. Teodozije je kršten i okrunjen za cara u siječnju 402. godine. Car je primio klasičnu naobrazbu, izvrsno je govorio grčki i latinski jezik, a izvori navode da je iskazivao veliku žeđ za znanjem. Nakon smrti oca 408. godine, Teodozije je naslijedio krunu, a regentsku vlast je obnašao prefekt pretorijanaca Antemije. Mladi je car prošao vojnu obuku, te naučio mačevanje, jahanje, a vjerojatno i druge vještine. Njegova sestra Pulherija je vodila brigu o njegovom moralnom odgoju, a odgajala ga je u asketskom duhu.
Regent Antemije je popravio odnos sa Zapadnim Rimskim Carstvom. Godine 409. zapadni car Honorije i istočni car Teodozije II. zajednički su obnašali dužnost konzula, a Antemije je poslao vojsku da pomogne obraniti Ravenu i Honorija od Vizigota. Antemije je odlučio bolje utvrditi Carigrad, pa je podigao Teodozijev zid. Antemija je na to posebice potakla hunska prijetnja. Godine 414. Antemije nestaje s političke pozornice, jer je ili umro ili ga je car otpustio. Regentstvo je tada preuzela careva sestra Pulherija. Pulherija se još kao djevojka zavjetovala na vječno djevičanstvo, pa je imala i veliki moralni autoritet. Ona je u bratovo ime izdala zakone protiv Židova, pogana i krivovjeraca. Pogani više nisu mogli biti državni dužnošnici, niti služiti vojsku. Pulherija je bratu odabrala i suprugu. Bila je to dobro obrazovana, mlada i inteligentna Atenaida. Ona je prešla na kršćanstvo i kao carica uzela ime Eudokija. Carica je rodila kćer Liciniju Eudokiju, koja se vjenčala za zapadnorimskog cara Valentinijana III. Obje žene su se ubrzo sukobile želeći pridobiti cara na svoju stranu. Na kraju je pobijedila Pulherija, pa je carica morala napustiti metropolu.
Pulherijin je utjecaj vidljiv i na Efeškom saboru 431. godine. Koncil je raspravljao o kristološkim pitanjima. Pod utjecajem carice oštro je osuđeno nestorijanstvo, a carigradski patrijarh Nestorije svrgnut s patrijarške stolice i prognan. On je naime naučavao da u Kristu postoje dvije odvojene prirode ljudska i božanska, te da se božanska priroda manifestirala tek nakon njegova rođenja. Zbog toga je naučavao da se Djevica Marija ne može nazivati Majkom Božjom (teotokos) već samo Kristorodicom (kristotokos). To je izazvalo nerede bijesnog naroda, koji je ustao u Marijinu obranu.

## Vanjska politika
Carska vanjska politika se koncentrirala na tri pitanja: odnosi s Perzijancima, problem Huna, te uspostava ravnoteže na Mediteranu.
Perzijanci su 421. godine obnovili neprijateljstva s Rimom, no ubrzo su pretrpjeli više poraza na svim bojišnicama, te su pristali na stogodišnji mir, koji je potrajao do 502. godine. Carstva su priznala međusobne granice i obvezale se da granice budu razvojačene. 
Veći su problem bili Huni. Oni nikada nisu imali jaku središnju vlast, pa nisu ugrožavali carstvo. No ubrzo je počeo proces ujedinjenja hunskih plemena, koji je vrhunac dosegao pod Atilom i njegovim bratom Bledom. Atila je zatražio udvostručenje godišnjeg danka, a car je na to morao pristati. Ponovno je iskoristio priliku dok je carska vojska ratovala protiv Perzijanaca i Vandala, da zatraži isto, a kada je car to odbio krenuo je u rat i porazio carsku vojsku. Dvor je morao pristati na povećanje danka, a 448. godine Atila je zatražio da se iznos ponovno poveća. Nemajući izbora car je pristao na te uvjete, no carska je riznica zbog toga bila ispražnjena.

## Pravo
Godine 429. car je dao sastaviti zbirku koja je poslije dobila ime Teodozijev zakonik (Codex Theodosianus). Bila je to zbirka zakona Rimskog Carstva iz vremena kršćanskih vladara nakon 312. godine. Zbirka je objavljena u Istočnom Rimskom Carstvu 438. godine. Godinu poslije, u Zapadno Rimsko Carstvo uveo ga je car Valentinijan III.

## Vanjske poveznice
- Teodozije II. - Proleksis enciklopedija, pristupljeno 18. prosinca 2015. (hrv.)
- Theodosius II- Britannica Online (engl.)
- Theodosius II - roman-empire.net  Arhivirana inačica izvorne stranice od 7. studenoga 2017. (Wayback Machine) (engl.)
- Theodosius II- biography.com  Arhivirana inačica izvorne stranice od 18. svibnja 2016. (Wayback Machine) (engl.)

| Prethodnik: | Bizantski carevi | Nasljednik: |
| Arkadije    | Bizantski carevi | Marcijan    |